# Sukakersa (Parakan Salak)
Sukakersa is een bestuurslaag in het regentschap Sukabumi van de provincie West-Java, Indonesië. Sukakersa telt 6768 inwoners (volkstelling 2010).